# Cầu diệp múa
Cầu diệp múa (danh pháp hai phần: Bulbophyllum tripudians) là một loài phong lan thuộc chi Bulbophyllum. Loài này phân bố ở Đông Dương.